# Chidozie Awaziem
Chidozie Collins Awaziem (sinh ngày 1 tháng 1 năm 1997) là một cầu thủ bóng đá người Nigeria thi đấu cho câu lạc bộ Bồ Đào Nha Boavista ở vị trí trung vệ.

## Sự nghiệp câu lạc bộ
Sinh ra ở Enugu, Awaziem gia nhập FC Porto từ Bồ Đào Nha năm 2014, nơi anh trải qua năm cuối cùng là cầu thủ trẻ và giành chức vô địch. Anh ra mắt chuyên nghiệp cùng với đội hình B, tại Giải bóng đá hạng nhất quốc gia Bồ Đào Nha.
Vào ngày 27 tháng 1 năm 2016, lúc 19 tuổi, Awaziem có màn ra mắt đội một, thi đấu hết 90 phút trong thất bại 0–2 trên sân khách trướcC.D. Feirense tại Cúp Liên đoàn bóng đá Bồ Đào Nha. Màn ra mắt đầu tiên tại Giải bóng đá vô địch quốc gia Bồ Đào Nha là vào ngày 12 tháng 2, đá chính trong thắng lợi 2–1 trước S.L. Benfica vì khủng hoảng chấn thương ở hàng phòng ngự.

## Sự nghiệp quốc tế
Lúc 19 tuổi, Awaziem được triệu tập vào Nigeria thi đấu giao hữu với Mali và Luxembourg, vào các ngày 27 và 31 tháng 5 năm 2016. Anh có màn ra mắt vào ngày 1 tháng 6 năm 2017, đá chính trong chiến thắng 3–0 trước Togo ở Paris trong một trận giao hữu khác.
Vào tháng 5 năm 2018 anh có tên trong đội hình sơ loại 30 người của Nigeria tham dự Giải vô địch bóng đá thế giới 2018 ở Nga.
Anh tiếp tục có tên trong thành phần đội tuyển Nigeria tham dự cúp bóng đá châu Phi 2019 diễn ra tại Ai Cập, chung cuộc Nigeria giành huy chương đồng chung cuộc sau giải đấu này.

## Thống kê sự nghiệp

### Quốc tế
Tính đến ngày 11 tháng 2 năm 2024
| Nigeria   | Nigeria | Nigeria |
| Năm       | Trận    | Bàn     |
| --------- | ------- | ------- |
| 2017      | 2       | 0       |
| 2018      | 4       | 1       |
| 2019      | 11      | 0       |
| 2020      | 2       | 0       |
| 2021      | 6       | 0       |
| 2022      | 3       | 0       |
| 2023      | 1       | 0       |
| 2024      | 2       | 0       |
| Tổng cộng | 31      | 1       |

### Bàn thắng quốc tế
Tính đến 8 tháng 9 năm 2018
| #  | Ngày               | Địa điểm                                  | Đối thủ    | Bàn thắng | Kết quả | Giải đấu           |
| -- | ------------------ | ----------------------------------------- | ---------- | --------- | ------- | ------------------ |
| 1. | 8 tháng 9 năm 2018 | Sân vận động Linité, Victoria, Seychelles | Seychelles | 2–0       | 3–0     | Vòng loại CAN 2019 |